# Tipula (Yamatotipula) jamaicensis
Tipula (Yamatotipula) jamaicensis is een tweevleugelige uit de familie langpootmuggen (Tipulidae). De soort komt voor in het Neotropisch gebied.